# Marcel Breuer
Marcel Breuer (Pecs, 21 de maio de 1902 – Nova Iorque, 1 de julho de 1981) foi um arquiteto e designer norte-americano de origem húngara.
Fez parte da primeira geração de alunos formados pela Bauhaus, escola vanguardista de arquitetura e design. O seu trabalho destacou-se particularmente no design de mobiliário, sendo muitas peças e objectos da sua autoria ainda produzidos e comercializados nos nossos dias. A sua obra teve um importante contributo e revolucionou o mercado de mobiliário.

## Bauhaus

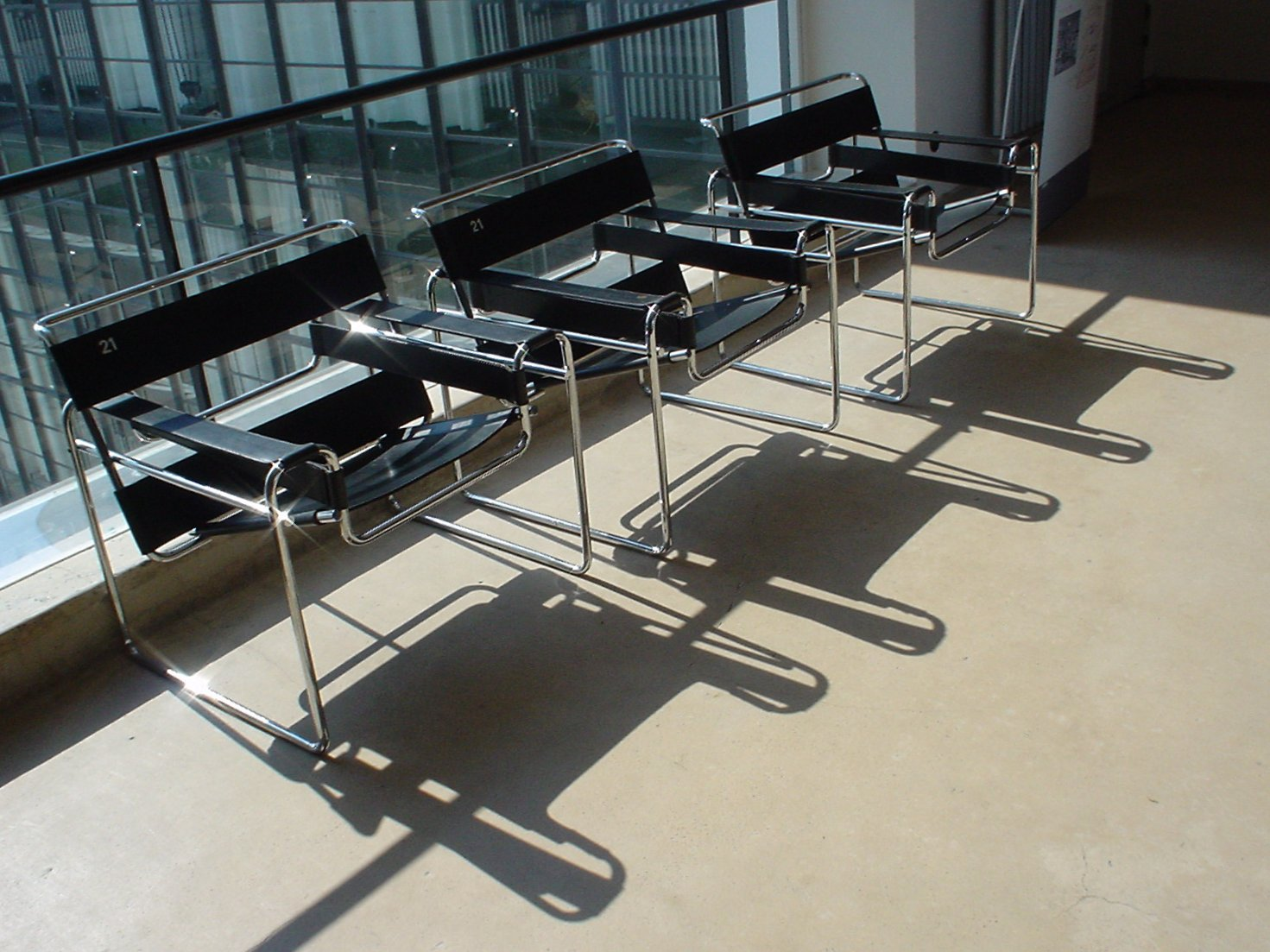
Cadeira Wassily

Formou-se em Weimar (primeira sede da Bauhaus) em 1924 e passou a leccionar na escola até 1928 (quando esta já estava instalada em Dessau). Enquanto professor da Bauhaus, realizou uma série de experimentações no design mobiliário. Foi aí que projetou e executou os primeiros protótipos da cadeira Wassily (cujo nome é uma homenagem ao colega Wassily Kandinsky, também professor). A Wassily é, hoje, uma das cadeiras de autor mais famosas do mundo.
Com a ascensão do nazismo, Breuer instala-se em Londres e associa-se ao escritório F. R. S. Yorke, do grupo MARS.

## Obra
Marcel Breuer emigrou para os Estados Unidos em 1937, onde trabalha até o fim da vida, sendo considerado por alguns críticos um dos "últimos verdadeiros arquitetos funcionalistas".
Nos Estados Unidos, trabalhou com seu ex-professor Mies van der Rohe, projetando arranha-céus. A obra de Breuer pode ser completamente inserida no que costuma ser chamado International style. É nomeado diretor da faculdade de arquitetura da Universidade Harvard (sendo responsável pela formação de toda uma geração de arquitetos americanos, da qual pertenceu, por exemplo, Philip Johnson).

## Morte
Breuer morreu em 1 de julho de 1981, em Nova Iorque, aos 79 anos.

### Principais projetos

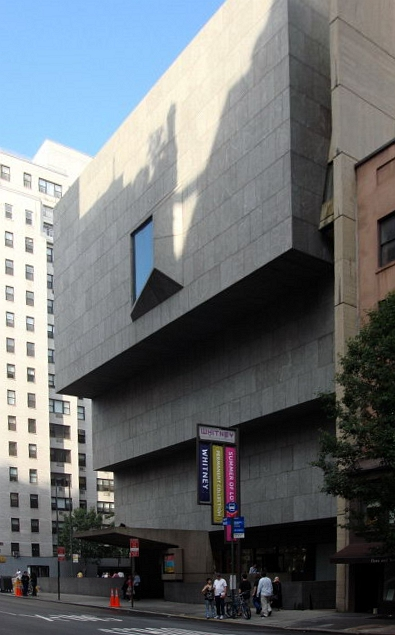
Whitney Museum of American Art, Nova Iorque, Estados Unidos

Projetou numerosos edifícios residenciais nos EUA, entre eles:
- Breuer House I (1.ª residência do arquiteto), Lincoln, Massachusetts, 1939.
- J. Ford House, Lincoln, Massachusetts, 1939.
- Chamberlain Cottage, Wayland, Massachusetts, 1940.
- Geller House, Lawrence, Long Island, Nova Iorque, 1945.
- Breuer House II (2.ª residência do arquiteto), New Canaan, Connecticut, 1948.
- The Ariston, Mar del Plata (Argentina), 1948.
- Dexter Ferry Cooperative House of Vassar College, Poughkeepsie, Nova Iorque, 1951
- Starkey House, Duluth, Minnesota, 1955.

Os seus principais projetos são os seguintes:
- Whitney Museum of American Art, Nova Iorque, EUA
- Sede da UNESCO, Paris, França (juntamente de Pier Luigi Nervi e Bernard Zehrfuss).
- Embaixada autraliana, Paris, França.
- HUD edifício de escritórios, Washington, DC, EUA
- Litchfield High School, Litchfield, Connecticut.